# Xã Dublin, Quận Swift, Minnesota
Xã Dublin (tiếng Anh: Dublin Township) là một xã thuộc quận Swift, tiểu bang Minnesota, Hoa Kỳ. Năm 2010, dân số của xã này là 152 người.